# Ilyes Housni
Ilyes Housni, né le 14 mai 2005 à Créteil (Val-de-Marne), est un footballeur franco-marocain évoluant au poste d'attaquant au Paris Saint-Germain.

## Biographie

### Jeunesse et formation
Ilyes Housni naît à Créteil le 14 mai 2005,. Il joue avec plusieurs clubs de la région, de l'US Créteil à l'AS Jeunesse Aubervilliers, ou même le Paris FC et le Racing Club Joinville. Il entre au centre de formation du Paris Saint-Germain en 2019, devenant rapidement un grand espoir du club, aux côtés de joueurs comme Ismaël Gharbi, Warren Zaïre-Emery ou encore El Chadaille Bitshiabu,.
Housni fait la une des journaux pour la première fois avec le PSG des moins de 19 ans le 1er octobre 2022, marquant un sextuplé contre le Stade de Reims dans le championnat National U19 (victoire 9-0 à domicile). Quatre jours plus tard, il s'avère également décisif en UEFA Youth League, marquant un but contre Benfica (victoire 1-0), une équipe qui comprenait la plupart des joueurs qui avaient remporté l'édition précédente, en 2022,. Toujours avec les U19, il se fait de nouveau remarquer le 14 mai 2023, jour de ses 18 ans, en réalisant un triplé face à Saran (7-0 score final). Très efficace avec les différentes équipes de jeunes, le buteur est perçu comme l'un des joueurs les plus prometteurs du centre de formation parisien et le potentiel futur du club au poste d'avant-centre.

### Débuts professionnels au Paris Saint-Germain
Le 21 décembre 2022, Housni marque ses deux premiers buts avec l'équipe senior du Paris Saint-Germain lors d'une victoire 3-1 en amical contre Quevilly-Rouen au Camp des Loges. Il signe son premier contrat professionnel avec le PSG le 30 décembre, s'engageant jusqu'au 30 juin 2026. Le 6 janvier 2023, Housni fait ses débuts professionnels lors d'une victoire 3-1 en Coupe de France contre Châteauroux, en remplaçant Carlos Soler à la 86e minute de jeu,. Il fait ses débuts en Ligue 1 en tant que remplaçant lors d'une défaite 3-1 face à l'AS Monaco le 11 février 2023.
Avec sa participation à la saison 2022-2023 avec le PSG, Housni obtient le titre de champion de France, le onzième sacre du club. En septembre 2023, il est prêté pour une saison à l'Al-Sadd SC au Qatar. Il ne joue que six rencontres de championnat pour un but inscrit.

### Prêt au Havre AC
Le 28 août 2024, il est prêté avec option d'achat pour une saison au Havre AC.

### En sélection
Éligible pour l'équipe du Maroc par sa double nationalité, Housni fait ses débuts en équipe du Maroc des moins de 17 ans lors d’un rassemblement avec plusieurs autres binationaux, puis il n’est plus sélectionné par le Maroc en jeunes et fait alors sa première apparition en équipe de France des moins de 17 ans en août 2021. En septembre 2022, il joue le Tournoi de Limoges avec l'équipe de France des moins de 18 ans, et inscrit un but contre l'Écosse et la Pologne,.
Sélectionné avec les moins de 18 ans, Housni se fait notamment remarquer le 24 mars 2023 contre l'Allemagne en réalisant un doublé. Il contribue ainsi à la victoire des siens (4-3 score final).
Il participe au tournoi Maurice Revello avec l'équipe de France espoirs en juin 2023.
Courtisé par la sélection marocaine, le jeune attaquant n'écarte pas la possibilité de jouer pour le pays d'origine de ses parents, comme le confirme son père. Le 10 novembre 2023, il est convoqué par le sélectionneur du Maroc olympique, Issame Charaï, pour des matchs amicaux contre le Danemark espoirs et les États-Unis olympique. Cependant, il ne fait aucune entrée en jeu.

### Style de jeu
Petit gabarit (1,72 m (5′ 8″)), Ilyes Housni est un attaquant au profil atypique, capable grâce à sa polyvalence d'évoluer à plusieurs postes offensifs. Principalement aligné dans l'axe, il peut ainsi évoluer sur les ailes, plus particulièrement à gauche. À l'aise balle au pied, Housni est un attaquant efficace devant le but, qui se démarque par son toucher de balle, ses déplacements et ses appels de balle. Il reste solide dans les duels malgré sa petite taille.

## Statistiques
| Saison                | Club                  | Championnat           | Championnat | Championnat | Championnat | Coupe(s) nationale(s) | Coupe(s) nationale(s) | Coupe(s) nationale(s) | Supercoupe | Supercoupe | Supercoupe | Compétition(s) continentale(s) | Compétition(s) continentale(s) | Compétition(s) continentale(s) | Compétition(s) continentale(s) | Total | Total | Total |
| Saison                | Club                  | Division              | M.          | B.          | P.d.        | M.                    | B.                    | P.d.                  | M.         | B.         | P.d.       | Comp.                          | M.                             | B.                             | P.d.                           | M.    | B.    | P.d.  |
| 2022-2023             | Paris Saint-Germain   | Ligue 1               | 1           | 0           | 0           | 1                     | 0                     | 0                     | -          | -          | -          | C1                             | -                              | -                              | -                              | 2     | 0     | 0     |
| 2023-2024             | Al-Sadd SC (prêt)     | Qatar Stars League    | 6           | 1           | 0           | -                     | -                     | -                     | -          | -          | -          | -                              | -                              | -                              | -                              | 6     | 1     | 0     |
| 2024-2025             | Le Havre AC (prêt)    | Ligue 1               | 12          | 0           | 0           | 1                     | 0                     | 0                     | -          | -          | -          | -                              | -                              | -                              | -                              | 13    | 0     | 0     |
| Total sur la carrière | Total sur la carrière | Total sur la carrière | 19          | 1           | 0           | 2                     | 0                     | 0                     | -          | -          | -          | -                              | -                              | -                              | -                              | 21    | 1     | 0     |

## Palmarès
Paris Saint-Germain
- Championnat de France (1) :
  - Champion : 2023

 Al-Sadd SC
- Championnat du Qatar (1) :
  - Champion : 2024